# Eifuku Mon'in
Eifuku Mon'in, född 1271, död 1342, var en kejsarinna, gift med kejsar Fushimi. Hon var också verksam som poet ur Kyōgoku-skolan, och hennes dikter inkluderades i Gyokuyōshū.